# 카멜라 (프로레슬링 선수)
카멜라(Carmella, 1987년 10월 23일 ~ )는 본명은 레아 반 데일(Leah Van Dale)다. 미국의 여자 프로레슬링선수며 키는 166cm 몸무게는 50kg이다. 피니쉬는 모디파이드 헤드시저스와 서브미션인 코드 오브 사일런스를 주로 사용한다.

## WWE NXT
WWE에 오기 전에 OWW에서 잠깐 있었으며 그 곳에선 본명인 레아 반 데일(Leah Van Dale)로 활동하다가 2013년 6월에 WWE와 공식 계약을 하고, 9월 말이 되어서야 NXT에 배속받았다. 그리고 12월에 링네임 카멜라를 받았다. NXT에 처음 나타난 것은 2014년 9월, 엔조 아모레와 콜린 케서디의 미용사로 나타났으나 그 둘 때문에 2주뒤에 미용사에서 해고당했다고 발표했고, 후에 그 둘의 매니저가 된다. 카멜라의 첫 데뷔 상대는 블루팬츠였고 두 차례 경기를 가져서 패배를 기록한다. 2015년 1월부터 아모레, 캐서디는 당시 NXT 태그팀 챔피언이였던 블레이크 & 머피와 대립하게 되었고, 3월에는 블레이크 & 머피가 카멜라를 매니저로 데리고 다니기 위해 카멜라를 꼬시기 시작했다. 그러나 5월, 카멜라 앞에 알렉사 블리스가 나타났고 알렉사 블리스와 경기를 가지게 되었는데 블레이크 & 머피의 방해로 패배하고 만다. 그 후로 알렉사 블리스는 블레이크 & 머피의 매니저가 되었다. 카멜라는 엔조 아모레, 콜린 캐서디의 매니저 역할은 계속했으며 카멜라는 따로 에바 마리와도 대립을 시작했다. 에바 마리와 2번에 걸쳐 경기를 가졌는데 8월 26일에는 핀폴패 9월 23일에는 카운트아웃 패배를 당했다. 이 때 에바 마리의 킥에 잘못 맞아 부상을 입으며 당분간 경기를 뛰지 못했다. 에바 마리와의 대립 이후로는 따로 주어진 각본 없이 계속 매니저 역할만 하다가, 2016년 1월 베일리의 NXT 위민스 챔피언십에 도전자를 결정하는 배틀로얄에서 우승을 차지하며 베일리의 다음 상대로 확정되었다. 그리고 챔피언십 매치에서는 베일리에게 패배하였으나 문제는 그 다음에 난입한 에바 마리와 나이아 잭스에게 두들겨 맞았다. 그 뒤로는 엔조 & 캐스 태그팀에 매니저로 활동중. 최근에는 엔조 & 캐스가 메인 로스터로 승급했지만 카멜라는 승급하지 못했다. 일단은 엔조 & 캐스가 NXT와 병행하고 있으니 이 둘이 NXT에 나올때만 같이 나오고 있다. 2016년 4월부터 엔조 & 캐스가 완전히 승격, 카멜라는 NXT에 남아서 계속 솔로로 활동할 예정이다. 이 때문에 백스테이지에서 이야기를 담은 애프터 스토리에서 카멜라가 이 둘을 응원하면서도 씁쓸해하는 모습이 잡혀 팬들의 안타까움을 사고 있다. NXT에 남아서 알렉사 블리스등과 대립하며 커리어를 이어가고 있었다.

## 스맥다운
2016년 7월 26일 WWE 스맥다운에서 등장을 한다. 2016년 8월 2일 WWE 스맥다운에서 나탈리아한테 당했지만 2016년 8월 9일 WWE 스맥다운 다음날 나탈리아로 첫승을 얻게 되었다. 2016년 8월 16일 WWE 스맥다운에서 베키 린치 태그팀 상대 나탈리아, 알렉사 블리스를 상대로 승리로 얻게 되었다. 다만 WWE 썸머슬램 2016에서 3대3 태그팀 매치 상대 나탈리아, 알렉사 블리스, 니키 벨라로 상대를 했지만 너무 안 돼서 패배를 하게 되었으나... 2016년 8월 23일 WWE 스맥다운에서 갑자기 니키벨라를 공격하면서 악역으로 전환했다. 그러나 WWE 백래쉬 2016에서 6매치 WWE 스맥다운 위민스 챔피언십을 참가를 하려고 했지만 실패를 한다. 지금은 제임스 엘스워스를 남자친구 기믹으로 데리고 다니고 있지만 현재로는 타미나 스누카, 나탈리아 나이드하트랑 같이 붙어다닌다. 그리고 WWE 머니 인 더 뱅크 2017에서 처음으로 가방을 획득했지만 다음날 2017년 6월 20일 진행되었던 WWE 스맥다운에서 갑자기 단장인 다니엘 브라이언이 머니 인 더 뱅크 가방을 박탈당하며 결국 이들에게 당하고 말았다가 2017년 6월 27일 WWE 스맥다운에서 겨우 가방을 획득을 했다. 2017년 11월 7일 WWE 스맥다운에서 엘스워스한테 슈퍼킥 한방에 끝내 드디어 이별을 작별한다!! 2017년 12월 5일 WWE 스맥다운에서 타미나가 루비 라이엇하고 같이 싸우다가 라나하고 같이 타미나를 말리고는 했다. 그리고 2017년 12월 12일 WWE 스맥다운에서도 타미나, 라나와 같이 루비 라이엇, 사라 로건, 리브 모건을 뒤에서 습격을 해서 동시에 공격을 해서 쫓아내버린다. 2017년 12월 26일 WWE 스맥다운에서 이번엔 타미나, 라나, 나탈리아랑 같이 일당 3명 리브, 사라, 루비랑 공격을 하던 중에 일당 3명 루비, 사라, 리브가 링에서 밖으로 조심 스럽게 나가려고 하던 그때 이때가 라나, 타미나, 나탈리아랑 같이 3명을 동시에 돌격을 하면서 마구 공격을 하면서 끝내 내 쫓아버린다!! 로얄 럼블 2018에서 여성 로얄 럼블매치를 참가를 했지만 실패를 거두고 2018년 1월 30일 WWE 스맥다운에서 라이엇 스쿼드가 나가고 그리고 마침내 머니 인 더 뱅크를 캐싱을 하려고 했지만 드롭킥 날리려고 하던 그때 샬럿이 드롭킥을 피하고 심판이 맞고 머니 인 더 뱅크 가방을 잡고 아예 나간다!! WWE 패스트 레인 2018에서 나탈리아랑 2vs2 태그팀 매치중에서 상대 나오미, 베키랑 상대를 했지만 승리를 한다. 2018년 4월 3일 초순에서는 그날 WWE 스맥다운에서 샬럿을 난입을 캐싱을 하려고 했지만 샬럿이 이때 머니 인 더 뱅크 가방을 던지고 붓을 맞았다!! 레슬매니아 34에서 배틀로얄 참가를 했지만 실패를 거둔다. 그리고 2018년 4월 10일 머니 인 더 뱅크 캐싱을 하면서 샬럿 플레어를 슈퍼킥을 한방에 날리며 드디어 WWE 스맥다운 위민스 챔피언이 되고 만다!! 이때 2018년 4월 ~ 5월까지는 샬럿 플레어대립을 했으나 WWE 백래쉬 2018에서 롤업으로 승리를 얻게 된다. 2018년 5월 ~ 7까지는 아스카라는 선수와 대립을 하고 있다. 그럼에도 불구하고 2018년 6월 17일 WWE 머니 인 더 뱅크 2018에서 드디어 복귀한 제임스 엘스워스의 도움으로 타이틀 방어에 성공하고 만다. WWE 익스트림 룰즈 2018에서 타이틀을 방어를 한다!! 2018년 7월 24일 WWE 스맥다운에서 베키 린치, 살렷 플레어라는 선수와 경기에서 패하고 2018년 7월 ~ 8월까지는 대립을 하고있다가 WWE 썸머슬램 2018에서 타이틀을 잃게 된다. 2018년 8월 28일 WWE 스맥다운에서 타이틀을 도전을 하려고 했지만 실패를 한다. 2018년 9월 4일 WWE 스맥다운에서 알 트루스라는 선수와 붙어 다니면서 드디어 다시 선역으로 돌아온다. WWE 에볼루션 2018에서 배틀로얄 매치중에서 참가를 했지만 탈락을 당한다. 그리고 2018년 11월 27일 WWE 스맥다운에서 배틀로얄 참가를 했지만 결국은 아스카한테 탈락 당한다. 로얄 럼블 2019에서 여자 로얄 럼블매치중에서 참가를 했지만 결국은 아예 실패를 한다. WWE 일리미네이션 체임버 2019에서 일리미네이션 체임버 매치중에서 참가를 했지만 나오미하고 같이 실패를 거둔다. 그리고 WWE 레슬매니아 35에서 배틀로얄에서 참가를 하면서 우승을 하게 된다!!

## 수상
- 랭크드 넘버 38 오브 더 탑 50 피멜 레슬링 인 더 PWI 피멜 50 인 2017
- WWE 스맥다운 위민스 챔피언 (1회)
- WWE 위민스 태그팀 챔피언 (1회) - 퀸 젤리나
- WWE 24/7 챔피언 (2회)
- 초대 미스 머니 인 더 뱅크 (머니 인 더 뱅크 2017)
- 레슬매니아 위민스 배틀로얄 (2019)